# Patrick Ledoux
Patrick Ledoux, né le 6 novembre 1934 à Uccle, est un acteur et un réalisateur belge. 

## Filmographie
- 1961 : Concerto pour hommes et vérité
- 1963 : Eugène Ysaÿe
- 1963 : L'Homme seul
- 1964 : Hommage à une reine
- 1965 : Le Château des mélomanes
- 1965 : Légendes
- 1966 : Heer Halewijn
- 1967 : Ultra je t'aime, 28 minutes, d'après la nouvelle de Jean Ray Un tour de cochon parue dans Le carrousel des maléfices aux Éditions Marabout. Avec Paul Louka et Suzy Falk. Et une apparition de Jacques Brel[1].
- 1968 : Noces de plumes
- 1969 : Klann - grand guignol
- 1976 : Berthe
- 1979 : Lettre de prison
- 1979 : Un tramway nommé Bruxelles